# Instituto de Investigación Médica Mercedes y Martín Ferreyra
El Instituto de Investigación Médica Mercedes y Martín Ferreyral, también conocido como Instituto Ferreyra, es un centro argentino de investigación y desarrollo en biomedicina. Su filiación es de triple dependencia entre la fundación Instituto Ferreyra, la Universidad Nacional de Córdoba y el CONICET.

## Historia
El instituto fue inaugurado oficialmente el 29 de marzo de 1947 bajo el nombre de "Instituto de Investigación Médica para la Promoción de la Medicina Científica". El 17 de marzo de 1948 fue rebautizado como Instituto de Investigación Médica Mercedes y Martín Ferreyra (IMMF) en honor al aporte del matrimonio Ferreyra para la construcción del edificio en un terreno donado por el Hospital Privado de Córdoba.
Los directores técnicos del IMMF desde su inicio han sido los siguientes investigadores: Dres. Oscar Orías, Samuel Taleisnik, Luís Beaugé, Alfredo Cáceres, Juan Carlos Molina, Alfredo Lorenzo (interino), Alfredo Cáceres (segundo período) y Luis Bagatolli (interino). En diciembre de 2021, asume como directora por concurso la Dra. María Carolina Touz.

## Hitos
1947- se funda el Instituto de Investigación Médica “Para la Promoción de la Medicina Científica”
1948- se rebautiza con el nombre de Instituto de Investigación Médica “Mercedes y Martín Ferreyra” (IMMF)
1949- se constituye como Asociación Civil sin fines de lucro
1971- se firma un convenio entre el IMMF y el CONICET creando una unidad ejecutora de codependencia, el INIMEC.
2012- se rubrica un convenio con la UNC mediante el cual se convierte al INIMEC en una unidad ejecutora de triple dependencia IMMF-CONICET-UNC.

## Objetivos
Ser un centro de referencia nacional e internacional en el área de las ciencias biomédicas.